# Alexandre-Amédée Dupuy Delaroche
Pour les articles homonymes, voir Delaroche.
Alexandre-Amédée Dupuy Delaroche, né Amédée Dupuis le 6 septembre 1819 à Vernaison (Rhône) et mort le 26 octobre 1887 à Rouen, est un peintre français.
Il a décoré des églises de Seine-Maritime : églises Saint-Godard et Saint-Clément à Rouen, églises Saint-François et Sainte-Marie du Havre, de Saint-Jacques-sur-Darnétal, église Saint-Louis à Saint-Pierre-les-Elbeuf ainsi que l'église Saint-Roch de Paris.
En 1875, il reçoit le prix Bouctot de l'Académie des sciences, belles-lettres et arts de Rouen.

## Œuvres
Le musée des beaux-arts de Rouen conserve plusieurs portraits :
- Portrait en pied de Monseigneur de Bonnechose (1859) ;
- Portrait de M. Nepveu, conseiller honoraire à la Cour d'appel de Rouen (1863) ;
- Monseigneur Blanquart de Bailleul archevêque de Rouen (1872) ;
- Portrait en pied d'Alexandre Barrabé, maire de Rouen de 1876 à 1881 (1879)[3] ;
- Jeune fille jouant de l'orgue ; dit aussi sainte Cécile.

Le Musée Flaubert et d'histoire de la médecine à Rouen :
- Mère saint Ambroise (1884)
- Mère saint Stanislas (1884)